# Timothee Heijbrock
Frederik Timothee Heijbrock, noto come Tim Heijbrock (Naarden, 28 ottobre 1985), è un canottiere olandese.

## Biografia
È cugino di Björn van den Ende, anche lui canottiere di caratura internazionale.
Ha rappresentato i Paesi Bassi ai Giochi olimpici estivi di Londra 2012 nel quattro senza pesi leggeri, dove si è piazzato 6º in finale con Roeland Lievens, Vincent Muda e Tycho Muda.
Ha fatto la sua seconda apparizione olimpica a Rio de Janeiro 2016 nel quattro senza pesi leggeri, dove si è piazzato 11º con Joris Pijs, Björn van den Ende e Jort van Gennep.